# Jeremiah Clarke
Jeremiah Clarke, född cirka 1674, död 1 december 1707, var en engelsk tonsättare, mest känd för Prince of Denmark's March (vanligen kallad Trumpet Voluntary) som ofta spelas på vigslar. Clarke begick självmord på grund av sinnessjukdom.

## Fotnoter
1. 1 2  SNAC, SNAC Ark-ID: w6js9zms, läs online, läst: 9 oktober 2017.[källa från Wikidata]
2. 1 2  Find a Grave, Find A Grave-ID: 9916703, läs online, läst: 9 oktober 2017.[källa från Wikidata]
3. ↑  CONOR.Sl, CONOR.SI-ID: 42487651, läst: 9 oktober 2017.[källa från Wikidata]
4. ↑  Discogs, Discogs artist-ID: 836445, läst: 9 oktober 2017.[källa från Wikidata]